# Aplochiton marinus
Aplochiton marinus é uma espécie de peixe da família Galaxiidae.
É endémica do Chile.